# Moehringia dielsiana
Moehringia dielsiana là loài thực vật có hoa thuộc họ Cẩm chướng. Loài này được Mattf. mô tả khoa học đầu tiên năm 1925.